# Schwedische Gesellschaft für Anthropologie und Geographie
Die Schwedische Gesellschaft für Anthropologie und Geographie (schwedisch Svenska Sällskapet för Antropologi och Geografi, kurz SSAG) ist eine in ihrer heutigen Form seit 1878 bestehende wissenschaftliche Gesellschaft zur Förderung der Anthropologie und der Geographie. 2004 hatte sie etwa 800 Mitglieder.

## Geschichte
1873 gründeten Gustaf Retzius, Hjalmar Stolpe (1841–1905), Hans Hildebrand und Oscar Montelius die Antropologiska sällskapet (anthropologische Gesellschaft). Da es keine Gesellschaft für Geographie in Schweden gab und unter den Mitgliedern auch an diesem Fach ein Interesse bestand, beschloss die Gesellschaft Ende 1877 eine Änderung auf den Namen Svenska Sällskapet för Antropologi och Geografi, die mit dem folgenden Jahr wirksam wurde.

## Publikationen
Die Gesellschaft gibt seit 1881 die Zeitschrift Ymer heraus, seit 1966 in Form eines Jahrbuchs. Als wichtigste geographische Zeitschrift Schwedens gilt heute die Zeitschrift Geografiska annaler, die 1919 erstmals erschien und seit 1965 in getrennten Ausgaben für physische Geographie (Series A) und Humangeographie (Series B) veröffentlicht wird. Seit 2018 gibt die Gesellschaft zudem die Zeitschrift Kritisk Etnografi heraus.

## Auszeichnungen

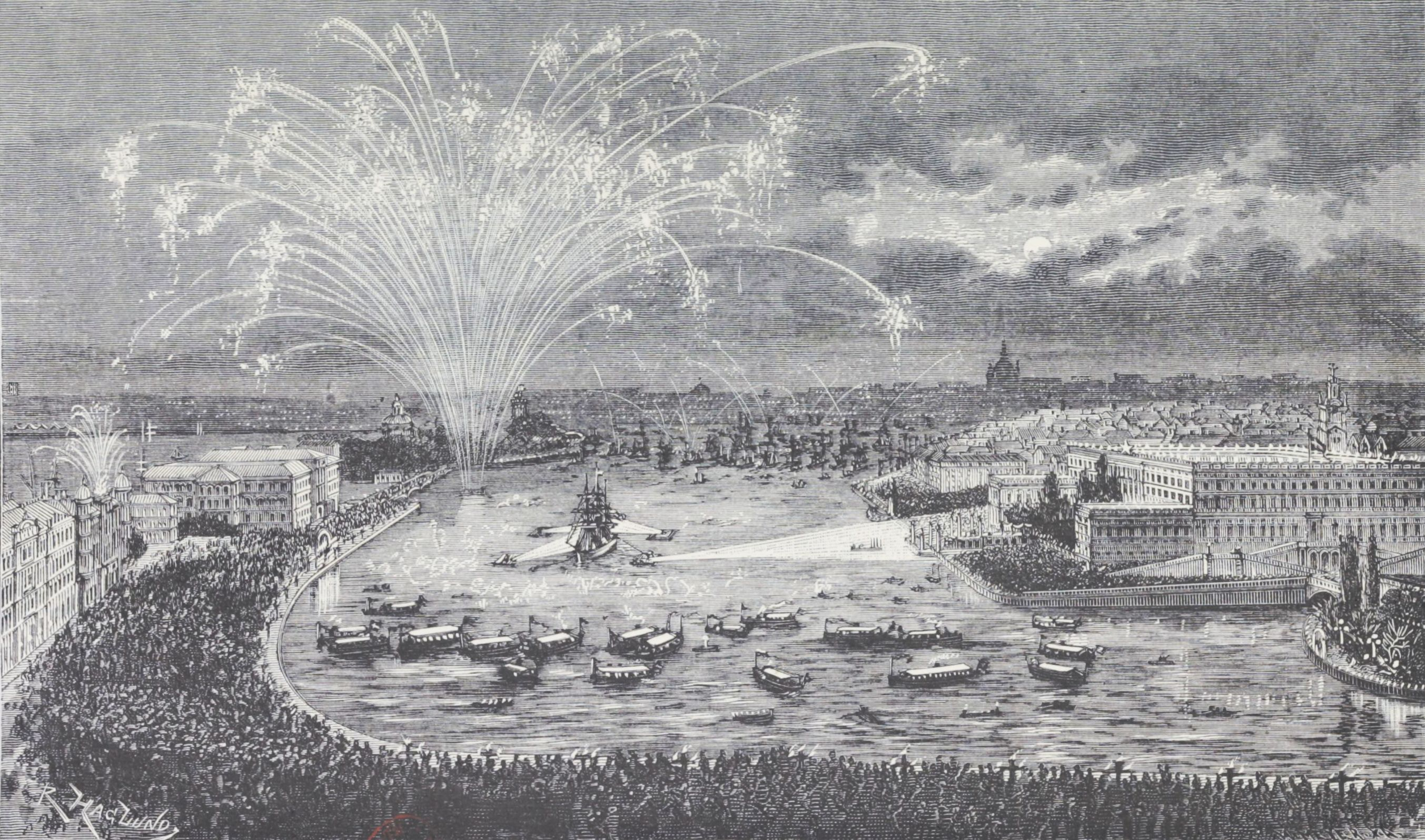
Rückkehr Nordenskiölds nach Stockholm am 24. April 1880

In Erinnerung an die Rückkehr Adolf Erik Nordenskiölds nach Stockholm am 24. April 1880, nachdem er mit der „Vega“ erstmals die Nordostpassage befahren hatte, vergibt die Gesellschaft mit der Vega-Medaille eine der weltweit angesehensten Auszeichnungen für Physiogeographen. Erster Träger der anfangs vor allem an Forschungsreisende und Entdecker verliehenen Medaille war Nordenskiöld selbst.
Zeitweise wurde sie alle drei Jahre vergeben, während in den Zwischenjahren mit der Anders-Retzius-Medaille ein Humangeograph oder ein Anthropologe ausgezeichnet wurde, sodass die drei Fachgebiete der Gesellschaft jeweils im Wechsel repräsentiert waren. 2015 beschloss die Gesellschaft jedoch, die Anders-Retzius-Medaille aufgrund Retzius’ Rolle als Rassenforscher nicht mehr zu vergeben. Stattdessen verlieh sie 2016 erstmals die SSAG-Medaille an den Anthropologen Didier Fassin, 2019 an Emily Martin und 2022 an Thomas Hylland Eriksen. Inzwischen wird die Vega-Medaille auch an Humangeographen vergeben, der jährlich alternierende Vergaberhythmus nach Fachgebiet bleibt bestehen. Weitere von der SSAG verliehene Auszeichnungen sind die Johan-August-Wahlberg-Medaille und die Hedin-Medaille. Überreicht werden die Medaillen durch den König von Schweden.